# La Tour de la terreur
Ne doit pas être confondu avec La Tour de la terreur (film, 1941) ou Tower of Terror (homonymie).
La Tour de la terreur (A Night in Terror Tower) est un roman fantastique et horrifique américain pour la jeunesse de la collection de livres Chair de poule écrite par R. L. Stine.
Dans la collection française éditée par Bayard Poche, ce livre est le 18e de la série. Il est traduit de l'américain par Claire Le Grand et Nathalie Vlatal et a été publié le 13 juin 1996. Dans la collection originale américaine, c'est le 27e de la série, paru en janvier 1995.
Ce roman a, par la suite, été adapté en épisode pour la série télévisée éponyme Chair de poule.

## Résumé de l'histoire
À Londres, les parents de Sue et Eddie décident de confier leurs enfants à une visite guidée de la ville. Ils ont le choix de visiter encore un musée ou visiter autre chose. Les enfants choisissent d'aller visiter « la Tour de La terreur », réputée pour sa salle de torture et d'emprisonnement. Dès leur entrée, ils se sentent suivis et se perdent dans la tour. Ils vivent alors une affreuse aventure. Tout se complique lorsqu'ils réalisent qu'ils ne se rappellent plus de leur nom de famille ni du visage de leurs parents et s'ensuit une course-poursuite infernale avec un étrange personnage qui ressemble à un bourreau.

## Couverture du livre français
En arrière-plan, à côté d'une porte de donjon, se trouve un escalier en colimaçon où des rats descendent les marches une à une. Tout devant, se trouve un personnage qui ressemble à un bourreau. Son masque de bourreau noir cache son visage dont on ne voit que les yeux, il possède un costume vert qui cache une partie d'un costume rouge dont on ne voit que les manches. De ses mains avec des gants noirs, il tient une hache, on peut comprendre que ce bourreau s'apprête à exécuter quelqu'un, il y a un jeu de lumière sur la partie bas droite de la couverture.

## Adaptation télévisée
Ce livre a bénéficié d'une adaptation télévisée en deux parties dans la série télévisée Chair de poule. 

### Numérotation et titre
Les épisodes sont les 16e et 17e de la série, diffusés lors de la première saison. Ils ont été diffusés pour la première fois aux États-Unis le 25 février 1996.
Les titres originaux de l'épisode sont exactement le même que celui du livre, tout comme les titres français. 